# William F. Albright
William Foxwell Albright (24. května 1891 Coquimbo – 19. září 1971 Baltimore) byl americký archeolog, biblista, filosof, filolog a odborník na keramiku.
Narodil se v Coquimbu v Chile jako nejstarší z šesti dětí metodistických misionářů Wilbura Finley Albrigta a Zephine Violy Foxwellové. Absolvoval univerzitu v Iowě a oženil se s Ruth Nortonovou se kterou měl čtyři syny. V roce 1918 obhájil titul Ph.D. na Univerzitě Johnse Hopkinse v Baltimoru a roku 1927 se stal profesorem. Byl také ředitelem Americké školy orientálního výzkumu v Jeruzalémě. Podílel se na významných archeologických výzkumech v Izraeli (např. Giv'at Ša'ul). Během svého života získal mnoho ocenění včetně titulu Jakir Jerušalaim (čestný občan Jeruzaléma). Tento titul obdržel jako první člověk v historii, který byl nežidovského původu. Roce 1956 byl zvolen členem American Academy of Arts and Sciences. Zemřel 19. září 1971 v Baltimoru. Inspiroval mnoho dalších badatelů. Je po něm pojmenován Albrightův institut archeologického výzkumu.